# Robert Morrison

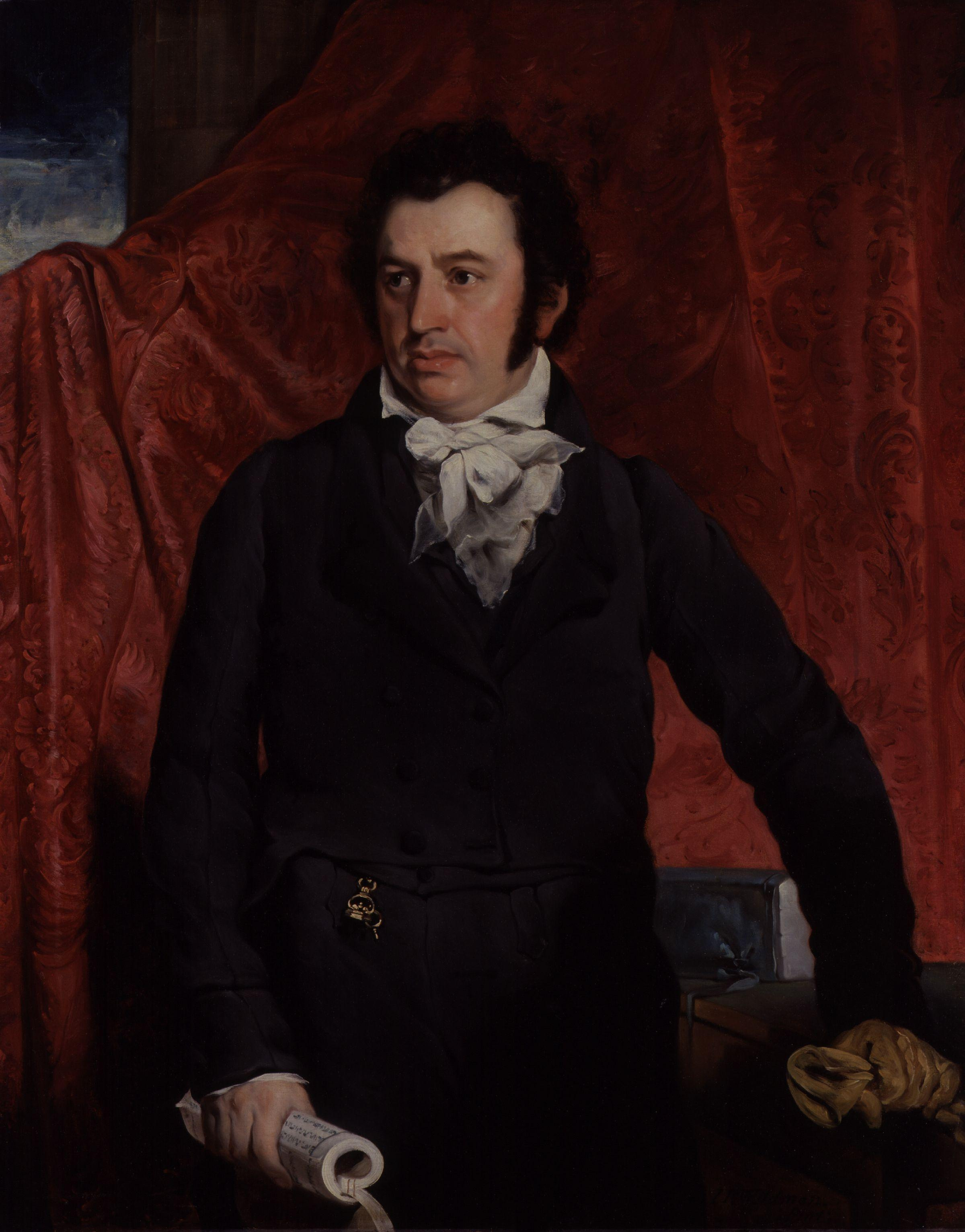
Robert Morrison

Robert Morrison (chiń. upr. 马礼逊; chiń. trad. 馬禮遜; pinyin Mǎ Lǐxùn; ur. 5 stycznia 1782 w Bullers Green, koło Morpeth, Northumberland, zm. 1 sierpnia 1834 w Guangzhou) – anglo-szkocki ewangelista, pierwszy protestancki misjonarz w Chinach.
W 1819 roku ukończył, po 12 latach pracy, swój przekład Biblii na język chiński. Przetłumaczył w sumie 26 ksiąg Starego Testamentu i 13 ksiąg Nowego Testamentu. Przekład nigdy nie pretendował do bycia doskonałym. Morrison był pionierem w tłumaczeniu Biblii na język chiński, planował też dystrybucję Pisma Świętego na największą skalę. Jego tłumaczenie zostało opublikowane w następnym roku. Dokonany wcześniej rzymskokatolicki przekład nigdy nie został opublikowany. Morrison sporządził słownik języka chińskiego na potrzeby ludzi Zachodu. Pracował nad nim 16 lat.
Ochrzcił dziesięcioro Chińczyków.
Morrison współpracował z współczesnymi misjonarzami takimi jak: Walter Henry Medhurst i William Milne (drukarze), Samuel Dyer (teść Hudsona Taylora), Karl Gutzlaff (pruski lingwista) i Peter Parker (pierwszy lekarz-misjonarz w Chinach). Służył on 27 lat w Chinach, z jedną przerwą, w trakcie której wrócił do domu w Anglii. Wszelka działalność misyjna w Chinach ograniczała się w tamtych czasach do obszarów Guangzhou i Makau. Wcześni misjonarze, jak Morrison, skoncentrowali się na dystrybucji literatury wśród klasy kupieckiej, pozyskali kilku nawróconych, i położyli podstawy pod pracę edukacyjną i medyczną, która znacząco wpłynęła na kulturę i historię Chińczyków. Zmarł w 1834 roku mając 52 lata.